# Egiptólogo

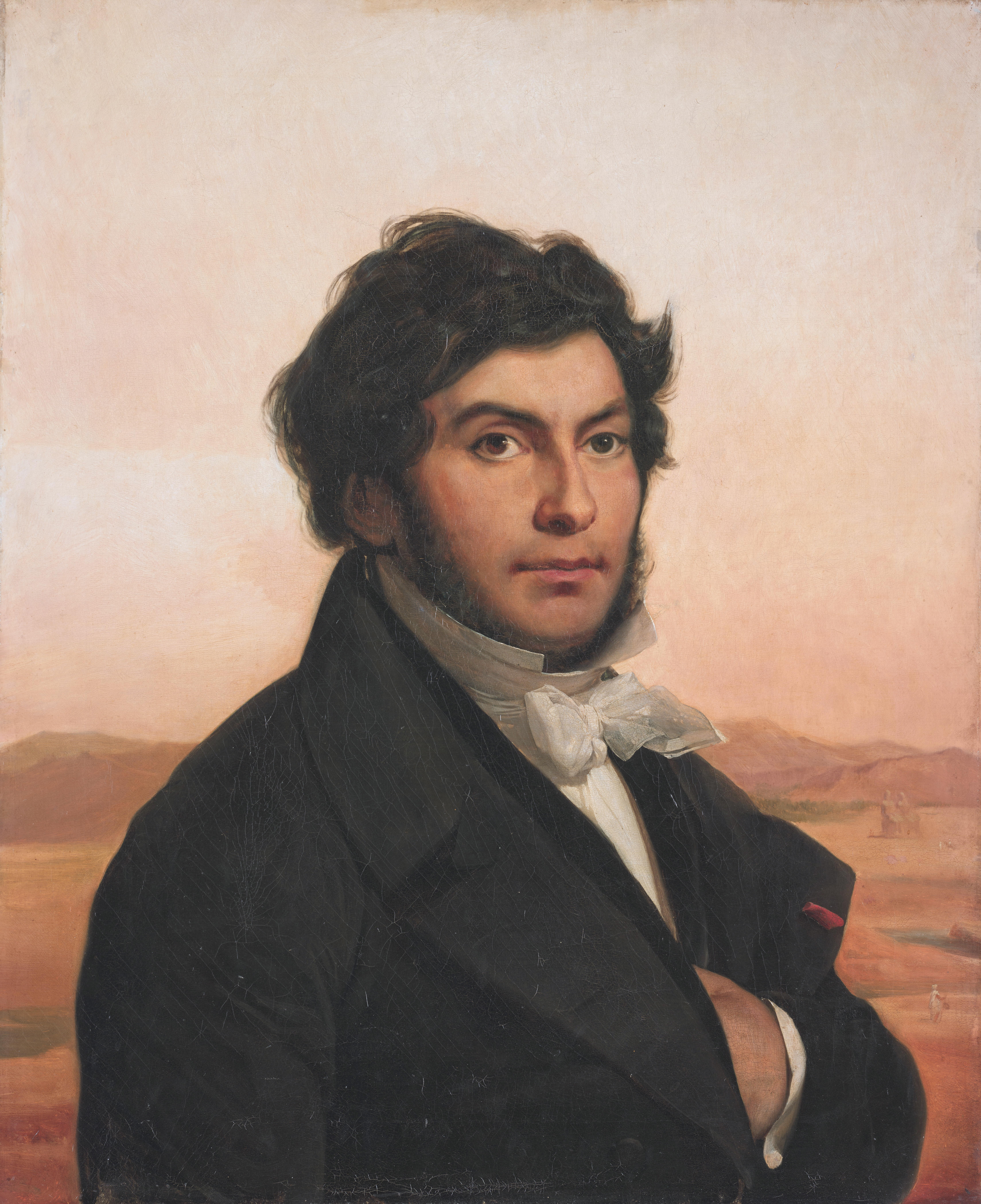
Jean-François Champollion.

Un egiptólogo es un científico que estudia la cultura egipcia analizando sus contextos históricos a través de los registros culturales que ha perdurado en toda la historia del Antiguo Egipto, período comprendido tradicionalmente desde los orígenes más remotos hasta el fin de la época ptolemaica, en el siglo I a. C., aunque también para todo lo relativo a otras épocas. 
El conocimiento fidedigno de la historia del antiguo Egipto es muy reciente. Hasta hace tan solo dos siglos, lo que se conocía de los orígenes de la civilización egipcia provenía de relatos de los historiadores y viajeros griegos y romanos que, sin mucho espíritu crítico, recogieron aquello que los egipcios de su época les narraban.
El descifrado de la Piedra de Rosetta, grabada en dos lenguas, griega y egipcia, y en tres escrituras, griega, demótica y jeroglífica, de un decreto de Ptolomeo V fechado en 196 a. C., fue el comienzo de la lectura de los jeroglíficos. Jean-François Champollion, partiendo de una copia de esta inscripción es el primero en descifrarlos, editando posteriormente un diccionario y una gramática egipcia. Este hecho marcó el inicio de la moderna egiptología.

## Antiguos egiptólogos

### Siglos XVII-XVIII-XIX. Los precursores
- Athanasius Kircher (1602-1680), germano.
- Richard Pococke (1704-1765), británico.
- Dominique Vivant Denon (1747-1825), francés.
- Giovanni Battista Belzoni (1778-1823), italiano.
- Henry Salt (1780-1827), británico.
- Joseph Bonomi (1796-1878), británico.

### SiglosXIX-XX. La egiptología científica
- Jean-François Champollion (1790-1832), francés.
- John Gardner Wilkinson (1797-1875), británico.
- Edward William Lane (1801-1876), británico.
- Karl Richard Lepsius (1810-1884), prusiano.
- Auguste Mariette (1821-1881), francés.
- Amelia Edwards (1831-1892), británica.
- Alexander Henry Rhind (1833-1863)
- Édouard Naville (1844-1926), suizo.
- Gaston Maspero (1846-1916), francés .
- W. M. Flinders Petrie (1853-1942), británico.
- Eduardo Toda (1855-1941), español.
- Ernesto Schiaparelli (1856-1928), italiano.
- Vladímir Golenishchev (1856-1947), ruso.
- Ernest Wallis Budge (1857-1934), británico.
- Victor Loret (1859-1946), francés.
- Ludwig Borchardt (1863-1938), germano.
- Margaret Alice Murray (1863-1963), británica.
- James Henry Breasted (1865-1935), estadounidense.
- James Edward Quibell (1867–1935), británico.
- Boris Aleksandrovich Turayev (1868-1920), ruso.
- Howard Carter (1873-1939), británico.
- Raymond Weill (1874-1950), francés.
- Charles Trick Currelly (1876-1957), canadiense.
- Alan Gardiner (1879-1963), británico.
- Herbert Eustis Winlock (1884-1950), estadounidense.
- Pierre Montet (1885-1966), francés.
- Raymond Oliver Faulkner (1894-1982), británico.
- Cyril Aldred (1894-1991), británico.
- Abraham Rosenvasser (1896-1983), argentino.
- Henri Frankfort (1897-1954), alemán.

### SiglosXX-XXI. La egiptología científica moderna
- Kazimierz Michalowski (1901-1981), polaco.
- Jean-Philippe Lauer (1902-2001), francés.
- Walter Bryan Emery (1903-1971), británico.
- I. E. S. Edwards (1909-1996), británico.
- Charles Allberry (1911-1943), británico.
- Christiane Desroches Noblecourt (1913-2011), francesa.
- Ricardo Caminos (1916-1992), argentino.
- Jean Leclant (1920-2011), francés.
- Jürgen von Beckerath (1920-2016), alemán.
- Werner Kaiser (1926-2013), alemán.
- Barbara Mertz (1927-2013), estadounidense.
- Otto Schaden (1937-2015), estadounidense.

## Egiptólogos actuales
- James Peter Allen
- John Baines
- Manfred Bietak
- Carlos Blanco Pérez
- Peter James Brand
- Bob Brier
- Betsy Morrell Bryan
- Juan José Castillos
- Alicia Daneri
- Aidan Dodson
- Joann Fletcher
- Perla Fuscaldo
- Nicolas Grimal
- Zahi Hawass
- Erik Hornung
- Christian Jacq
- Naguib Kanawati
- Barry Kemp
- Kenneth Kitchen
- Wolfgang Kosack
- Mark Lehner
- Jaromír Málek
- Karol Myśliwiec
- Boyo Ockinga
- David O'Connor
- Josep Padró
- Donald B. Redford
- Victor Regalado-Frutos
- Donald P. Ryan
- Mahmoud Maher Taha
- Ian Shaw
- Miroslav Verner
- Kent R. Weeks
- Richard H. Wilkinson
- Sakuji Yoshimura
- Kathleen Martínez
- Javier Power
- Victor Arribas